# Phyllotreta dilatata
Phyllotreta dilatata är en skalbaggsart som beskrevs av Thomson 1866. Phyllotreta dilatata ingår i släktet Phyllotreta, och familjen bladbaggar. Arten är reproducerande i Sverige.